# Gemenewegse Polder
De Gemenewegse Polder is een polder en een voormalig waterschap in de gemeente Alphen aan den Rijn (voorheen Rijnwoude, daarvoor Hazerswoude) in de Nederlandse provincie Zuid-Holland. In 1847 werd een deel van de polder afgescheiden en bij de oostelijk gelegen Kleine Droogmakerij gevoegd.
Het waterschap was verantwoordelijk voor de vervening, drooglegging en later de waterhuishouding in de polder.